# Les Pucelles
Les Pucelles är en bergstopp i Schweiz. Den ligger i distriktet Riviera-Pays-d'Enhaut och kantonen Vaud, i den sydvästra delen av landet, 50 km söder om huvudstaden Bern. Toppen på Les Pucelles är 2 108 meter över havet.